# Allotrópia

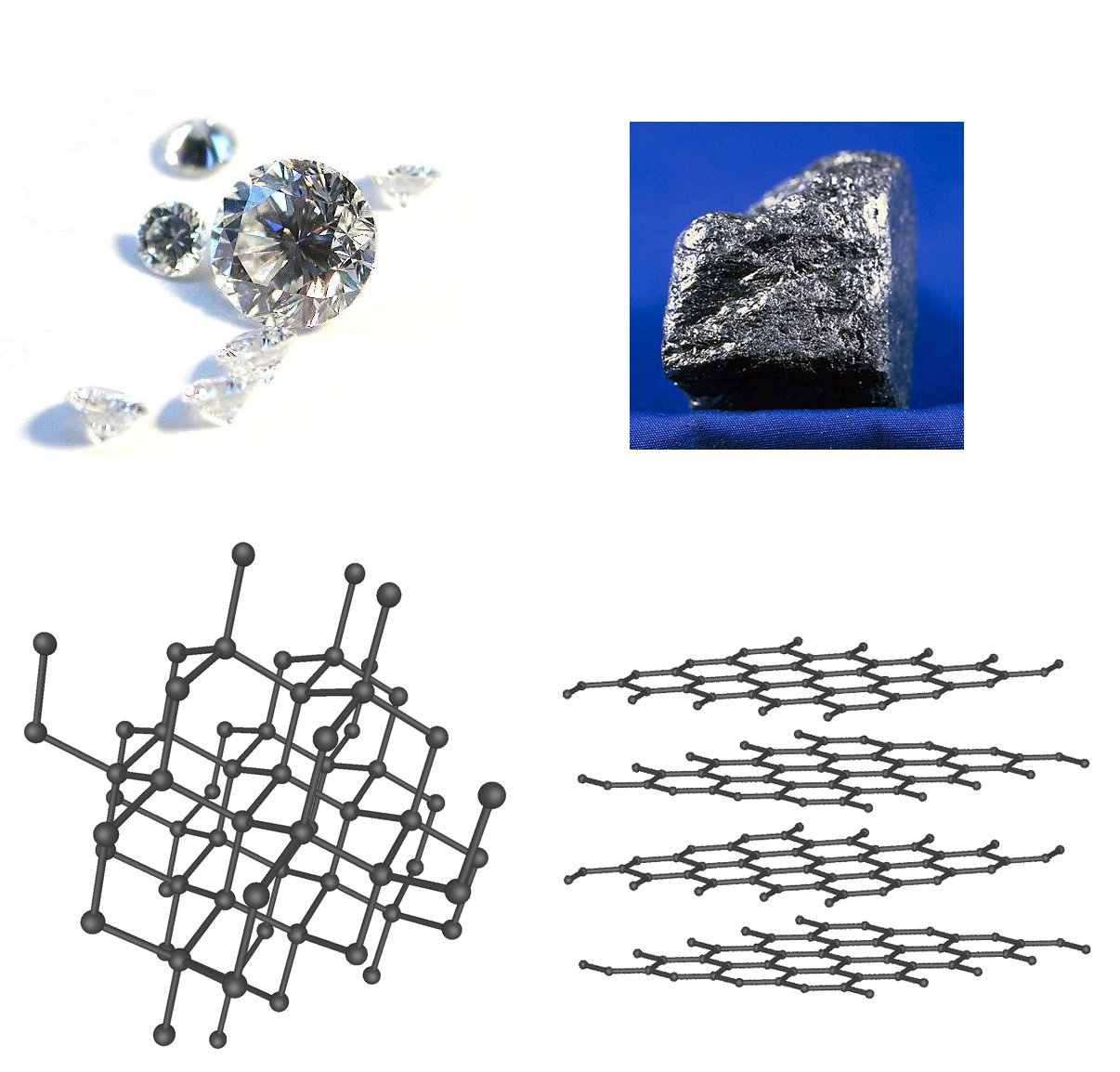
A gyémánt és a grafit a szén allotrop módosulatai

Egy kémiai elemnek azonos halmazállapotú, de többféle molekulaszerkezetű vagy különböző kristályszerkezetű változatban való előfordulását allotrópiának nevezzük. Az allotrop módosulatokban az atomok elrendeződése eltérő.
Az allotrópiára jó példa a szén, amelynek módosulatai a grafit, a gyémánt és a fullerének; az oxigén kétatomos és háromatomos molekulája (az ózon); a monoklin és rombos, ill. amorf kén; a vörös- és a fehérfoszfor. Az allotrop módosulatok fizikai és kémiai tulajdonságai (szín, sűrűség, olvadáspont, reakcióképesség stb.) eltérőek. Hasonló jelenség a kémiai vegyületek polimorfiája.
A kohászatban nagy jelentőséggel bír: a hőmérséklet (vagy a nyomás) változásával több fém atomjai is más-más kristályszerkezetben stabilak. A hőmérséklet növelésével az allotrop átalakulások egyre „lazább”, „nyitottabb” módosulatokat hoznak létre. Ez a folyamat a fém megolvadásával, majd a gázzá alakulásával folytatódik.
A legnagyobb gyakorlati jelentősége a színvas allotrópiájának, nevezetesen a ferrit-ausztenit átalakulásnak van, mert ez határozza meg az acél tulajdonságait. Ezen alapul az acélok edzhetősége.
Az ónpestis az ón allotrópiájának következménye; ha a tetragonális rácsú ónt kb. 13 °C alá hűtjük, rácsszerkezete (nagyon lassan) a gyémántéhoz hasonlóvá válik, ez az ún. szürke ón. A fajtérfogat változása feszültségeket kelt, és a tárgy szétporlik (mint például a középkori templomok ón orgonasípjai). A pestis elnevezés arra utal, hogy az egyik tárgyon megindult folyamat átvihető a másikra. Az ónpestis ötvözéssel küszöbölhető ki.

## Szóeredet
Az allotrópia elnevezés a görög άλλος (allosz, jelentése más) és τρόπος (troposz, jelentése mód, helyzet) szóból származik.